# Microclysia reticulata
Microclysia reticulata là một loài bướm đêm trong họ Geometridae.